# Ein Königreich für ein Lama
Ein Königreich für ein Lama ist ein amerikanischer Zeichentrickfilm des Regisseurs Mark Dindal aus dem Jahr 2000 und der 40. abendfüllende Zeichentrickfilm der Walt Disney Company. 2005 erschien eine Direct-to-DVD-Fortsetzung unter dem Titel Ein Königreich für ein Lama 2 – Kronks großes Abenteuer.

## Handlung
Der Anfang des Films zeigt ein Lama, welches nachts bei strömendem Regen im Dschungel trauert. Es offenbart sich als König Kuzco, welcher in ein Lama verwandelt wurde, und erzählt dem Zuseher in einer Rückblende seine Vorgeschichte.
Kuzco ist der 18-jährige arrogante und selbstverliebte König des Inkakönigreichs, der routinemäßig jeden bestraft, der ihn enttäuscht oder „seinen Groove ruiniert“. Als er Patcha, einen freundlichen Bauern und Dorfvorsteher, empfängt, erzählt er ihm, er plane, dessen Dorf abzureißen, um sich einen großzügigen Sommerurlaubsort namens „Kuzcotopia“ zu bauen. Diese Mitteilung lässt Patcha zornig und verzweifelt zurück. Als Kuzco später seine hinterhältige Beraterin Yzma feuert, plant sie zusammen mit dem tollpatschigen Kronk, den Thron zu übernehmen. Das Duo versucht, den König beim Abendessen zu vergiften, aber wegen einer Verwechslung mit den Etiketten auf Yzmas Fläschchen geben sie ihm versehentlich einen Trank, der ihn in ein Lama verwandelt. Als die beiden Kuzco bewusstlos schlagen und in einen Sack stecken, befiehlt Yzma Kronk, ihn zu töten. Kronk hat jedoch Gewissensbisse und rettet ihn, verliert jedoch den Sack mit Kuzco, der auf Patchas Wagen landet.
Patcha kehrt nach Hause zurück, ohne das bewusstlose Lama auf seinem Wagen zu bemerken. Als er aufwacht, gibt Kuzco Patcha die Schuld für seine Verwandlung und befiehlt ihm, ihn in die Hauptstadt zurückzubringen. Patcha bietet dies nur an, wenn Kuzco seine Meinung über Kuzcotopia ändert, was dieser zunächst komplett ablehnt. Nachdem er jedoch mit der lokalen Tierwelt in Konflikt geraten ist, nimmt er das Angebot von Patcha an, plant aber insgeheim, sein Wort zu brechen, sobald er wieder er selbst ist. Die beiden überleben viele Hindernisse im Dschungel, und Patcha findet, dass Kuzco unter seiner egoistischen Haut eine gute Persönlichkeit hat. Inzwischen hat Yzma den Thron bestiegen, erfährt aber bald, dass Kronk es nicht geschafft hat, Kuzco zu töten. Die beiden machen sich daraufhin auf den Weg, um ihn zu finden. Im Dschungel treffen Kuzco und später auch Yzma und Kronk das Eichhörnchen Bucky. Kronk ist als einziger in der Lage, mit dem „Nussliebhaber“ zu kommunizieren, und kann ihm entlocken, wo das Lama – also Kuzco – vorbeigekommen ist.
Sowohl Kuzco und Patcha als auch Yzma und Kronk landen zufällig im gleichen Restaurant. Patcha hört während eines Gespräches zwischen den beiden Antagonisten den Plan, Kuzco zu töten, aber dieser glaubt ihm nicht und denkt, dass Yzma und Kronk darauf aus seien, ihn zu retten. Doch Kuzco hört bald selbst von deren Machenschaften. Als er erfährt, dass niemand in seinem Königreich ihn vermisst, geht er in den Dschungel, um sein restliches Leben als Lama zu leben, wo man wieder die Anfangsszene sieht.
Kuzco trifft jedoch auf einem Lamafeld auf Patcha, bei dem er sich unter Tränen entschuldigt. Dieser ist jedoch weiterhin bereit, ihn in seinen Palast zurückzubringen, woraufhin sie zu Patchas Zuhause aufbrechen. Als sie aber ankommen, müssen sie feststellen, dass Yzma und Kronk, welcher sich an Patcha in der Stadt hat erinnern können, ebenfalls dort sind. Durch eine Falle von Patchas Familie bekommen dieser und Kuzco aber einen Vorsprung in die Hauptstadt. Im Palast finden sie Yzmas Geheimlabor mit zahlreichen Verwandlungs- und Zaubertränken, einschließlich des Gegenmittels, müssen jedoch erschrocken feststellen, dass Yzma und Kronk vor ihnen da waren. Yzma befiehlt Kronk, das Duo zu töten, aber dieser weigert sich und versucht, seine Gebieterin mit einem herunterfallenden Kronleuchter zu treffen, was jedoch misslingt. Nachdem sie ihn durch eine Falltür fallen lässt, befiehlt sie ihren Wachen, Kuzco und Patcha mit der Begründung zu ermorden, sie hätten den König getötet. Patcha kann sich eine Handvoll Fläschchen mit Zauberelixieren greifen und flieht mit Kuzco. Während ihrer Flucht trinken sie nacheinander von den verschiedenen Elixieren, um jenes zu finden, das Kuzco wieder in einen Menschen zurückverwandelt. Als sie auf den Vorsprüngen einer riesigen Wandstruktur des Palasts in die Enge getrieben werden, sind nur noch zwei Zaubertränke übrig. Während eines Kampfes fällt Yzma auf eines der Fläschchen und wird zu einem kleinen, aber sehr wehrhaften Kätzchen. Nach einem Kampf um das letzte verbliebene Fläschchen kann Kuzco den Inhalt schließlich trinken und verwandelt sich zurück.
Als wieder menschlicher und nunmehr selbstloser Herrscher nimmt Kuzco Patchas Vorschlag an, Kuzcotopia auf einen benachbarten, unbesetzten Hügel neben Pachas Dorf zu verlegen. Einige Zeit später lassen sich Kuzco und Patcha mit dessen Familie in dem bescheidenen Resort nieder, während Kronk anderswo ein Pfadfinderführer geworden ist und eine neue Gruppe von Pfadfindern ausbildet – darunter die widerwillige Yzma, die noch immer ein Kätzchen ist.

## Entstehung
Im Gegensatz zu den meisten Disney-Filmen macht Ein Königreich für ein Lama umfangreich Gebrauch von Slapstick-Elementen. War von den Autoren Roger Allers und Matthew Jacobs zunächst noch ein ernsthafterer Film mit stärkerem Fokus auf Kultur und Religion der Inka geplant, so wurden auf Wunsch des Studios die Slapstick-Elemente betont. Das Studio sah in dem ursprünglichen Konzept zu viele Filme in einem, die nicht zusammen funktionieren.
Die Macher des Films wollten erst, dass Sting den Eröffnungssong singt. Dieser jedoch meinte, er sei zu alt, weshalb die Produzenten Tom Jones nahmen, der allerdings elf Jahre älter ist als Sting. Das ursprüngliche Drehbuch des Films sah vor, dass Kuzco seinen Vergnügungspark am Ende auf einem Nachbarhügel baut und Patchas Familie zu sich einlädt. Der Musiker Sting, der einige Songs für den Film komponiert hatte, protestierte gegen dieses Ende und die damit verbundene Aussage; als strenger Umweltschützer missbilligte er, dass quasi gutgeheißen würde, dass der tropische Regenwald einem Vergnügungspark weichen muss. Das Ende des Films wurde daher geändert, so dass der König sich mit einer einfachen Hütte begnügt.

## Fortsetzung
Von 2006 bis 2008 produzierte Disney eine Folgeserie unter dem Namen Kuzco’s Königsklasse, in der Kuzco die Schule bestehen muss, um König zu bleiben. Yzma versucht das mit allerlei Zaubereien und Intrigen zu verhindern.

## Kritiken und Resonanz
„Gott sei Dank! Dieser Trickfilm ist kein Aufguss aus alten Disney-Klassikern, sondern überrascht mit einer frischen und originellen Story, eigenwilligen Helden, frechen Dialogen und tollen Slapstickeinlagen. So bekommen wir nicht nur gewohnt brillante Disney-Technik vor die Augen, auch unsere Lachmuskeln haben von Anfang bis Ende richtig viel zu tun. Herrlich!“

„So ein Drama um ein Lama: Disneys rasante, selbstironische Komödie um einen verwandelten Inka-König bringt nicht nur Kids zum Lachen“

„Mit wenigen, aber differenzierten Figuren in klassisch animiertem Ambiente zeigt der rasant erzählte Zeichentrickfilm Mut zur Reduktion, wobei sich weniger als mehr erweist: Charmant erzählt und voll verblüffender Wendungen, gelingt dem Film der Brückenschlag zwischen jüngeren und erwachsenen Zuschauern.“

## Auszeichnungen
- Drei Annie Awards unter anderem für die beste Synchronstimme in einem Zeichentrickfilm für Eartha Kitt als Yzma
- Bogey Award
- BFCA Award für den besten Song „My Funny Friend and Me“
- Artios der Casting Society of America für das beste Casting für einen zu synchronisierenden Animationsfilm
- Nominierung als „Bester Song“ für „My Funny Friend and Me“ bei den Oscars 2001
- Golden Globe Nominierung in der Kategorie „Bester Song“ für „My Funny Friend and Me“

## Synchronisation
Die deutschsprachige Synchronisation gab die FFS Film- und Fernsehsynchron in Auftrag. Frank Lenart schrieb das Dialogbuch und führte die Dialogregie, Thomas Amper leitete die musikalischen Aufnahmen.
| Rolle                    | Englischer Sprecher | Deutscher Sprecher     |
| ------------------------ | ------------------- | ---------------------- |
| Kuzco                    | David Spade         | Michael „Bully“ Herbig |
| Patcha                   | John Goodman        | Reinhard Brock         |
| Yzma                     | Eartha Kitt         | Elke Sommer            |
| Kronk                    | Patrick Warburton   | Thomas Amper           |
| Chicha (Patchas Ehefrau) | Wendie Malick       | Marietta Meade         |
| Chaca (Patchas Tochter)  | KellyAnn Kelso      | Lara Wurmer            |
| Tipo (Patchas Sohn)      | Eli Russell Linnetz | Tim Schwarzmaier       |
| Kellnerin                | Patti Deutsch       | Monika John            |
| Der „Titelsong-Fuzzi“    | Tom Jones           | Nino de Angelo         |